# 維斯巴赫河 (萊希河支流，萊希河畔蘭茨貝格)
48°00′49″N 10°52′28″E / 48.01352541°N 10.87449074°E

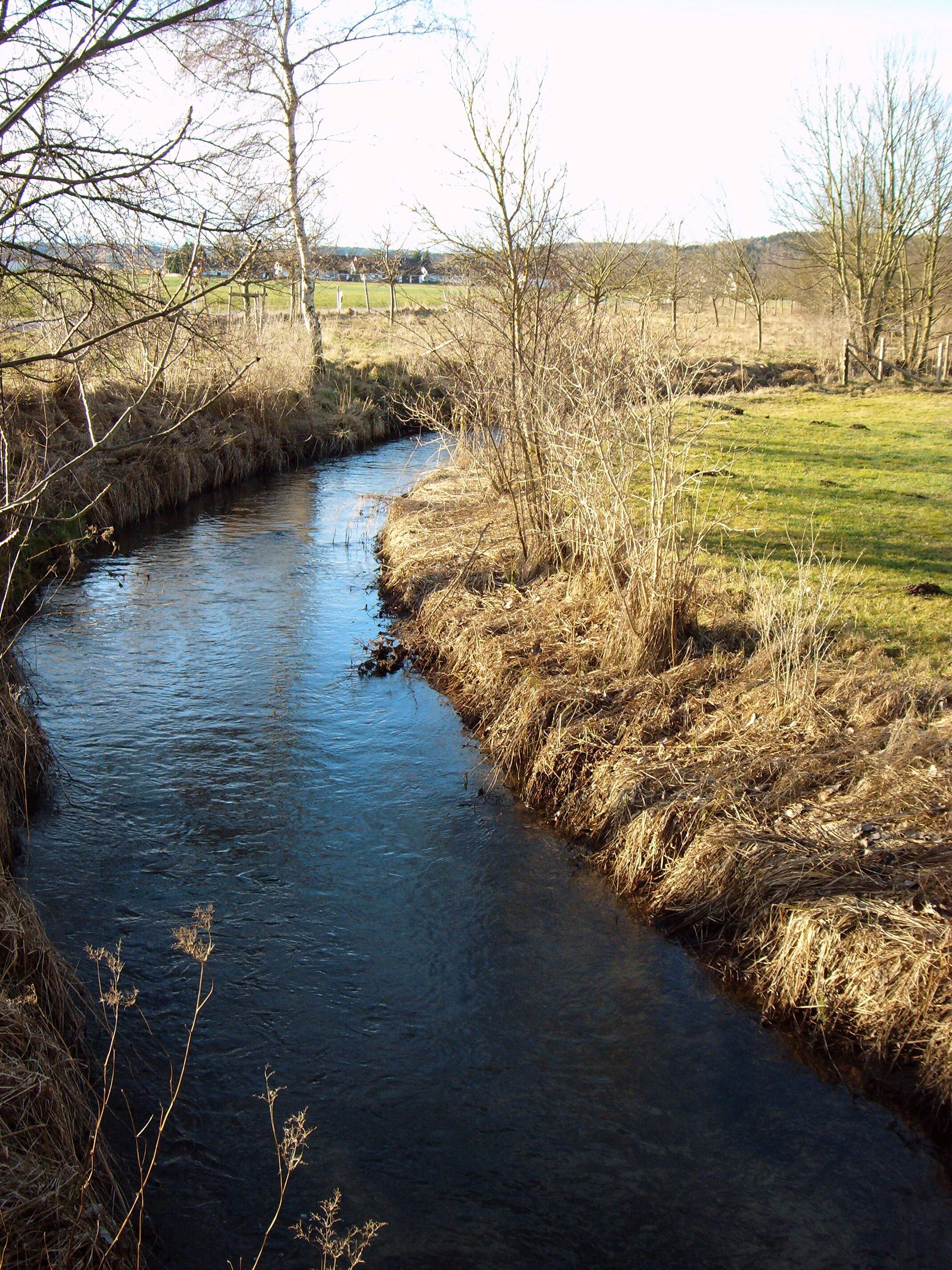

維斯巴赫河是德國的河流，位於該國東南部，由巴伐利亞負責管轄，屬於萊希河的支流，河道全長17.4公里，流域面積107.4平方公里，流經萊希河畔蘭茨貝格。